# Zeferino Pasquini
Zeferino Pasquini (São Manoel, 30 de setembro de 1936 - Londrina, 24 de abril de 2011) foi um futebolista brasileiro, atuando como goleiro.
Zeferino, como era conhecido profissionalmente, tornou-se ídolo no L.E.C. (Londrina Esporte Clube), sendo Campeão Paranaense de 1962.
Sua carreira iniciou-se em 1953 no Sport Club Corinthians Paulista, como reserva do goleiro Gilmar dos Santos Neves. Ele foi descoberto quando defendia um pequeno clube da sua cidade, o Jim da Serra F.C. No Corinthians Paulista, Zeferino ficou por três anos e depois transferiu-se para o Londrina Esporte Clube, defendendo o tubarão por dez anos e tornando-se campeão em 1962.O golerio também defendeu o Náutico, o Clube Atlético Paranaense, o Coritiba, a Portuguesa, entre outros. Após aposentado, foi o administrador do Estádio do Café por trinta anos.